# Little Death
Little Death is een Amerikaanse komische dramafilm uit 2024, geregisseerd en mede geschreven door Jack Begert en zijn regiedebuut.

## Verhaal
Martin Solomon (David Schwimmer) is een scenarioschrijver die op het punt staat zijn eerste onafhankelijke film te regisseren en zich in de beginfase van een zenuwinzinking bevindt. De belangrijkste financier van de film legt een aantal voorwaarden op, waaronder de eis dat de bleke, muffe mannelijke hoofdrolspeler moet worden vervangen door een vrouw. Martin droomt regelmatig over een mooie vrouw en wanneer hij haar daadwerkelijk ontmoet in een boekwinkel, vraagt hij haar nummer.

## Rolverdeling
| Acteur            | Personage              |
| ----------------- | ---------------------- |
| David Schwimmer   | Martin Solomon         |
| Gaby Hoffmann     | Martin 2.0             |
| Dominic Fike      | AJ                     |
| Talia Ryder       | Karla                  |
| Jena Malone       | Jessica                |
| Sante Bentivoglio | Greg                   |
| Karl Glusman      | Grady                  |
| Chase Sui Wonders | Tilly                  |
| Angela Sarafyan   | eigenares platenwinkel |
| Travis Bennett    | Brian                  |
| Fred Melamed      | Augustus               |
| Seth Green        | David                  |
| Ben Feldman       | Jayson                 |

## Productie
Little Death is het speelfilmdebuut van Jack Begert, geschreven in samenwerking met Dani Goffstein en geproduceerd door Protozoa Pictures van Darren Aronofsky. Begert is beter bekend vanwege het regisseren van muziekvideo's voor artiesten als Kendrick Lamar, Olivia Rodrigo en Doja Cat. Voor David Schwimmer is het zijn eerste filmrol in vijf jaar. Hij verscheen voor het laatst op het grote scherm in Steven Soderbergh's The Laundromat, uitgebracht in 2019.

## Release en ontvangst
Little Death ging op 19 januari 2024 in première op het Sundance Film Festival in de NEXT-sectie waar hij de NEXT Innovator Award won. De film kreeg overwegend negatieve kritieken van de filmcritici, met een score van 37% op Rotten Tomatoes, gebaseerd op negentien beoordelingen.

## Prijzen en nominaties
De belangrijkste:
| Jaar | Prijs                  | Categorie            | Genomineerde(n)      | Uitslag  |
| ---- | ---------------------- | -------------------- | -------------------- | -------- |
| 2024 | Sundance Film Festival | NEXT Innovator Award | NEXT Innovator Award | Gewonnen |